# Панарин, Михаил Петрович
Михаил Петрович Панарин (1918—1943) — старшина Рабоче-крестьянской Красной Армии, участник Великой Отечественной войны, Герой Советского Союза (1944).

## Биография
Родился 21 ноября 1918 года в селе Крым-Сарай (ныне — Бавлинский район Татарстана). С 1922 года жил в Алтайском крае, где окончил школу и курсы машинистов, после чего работал сначала по специальности. Позднее окончил Бийское финансовое училище, находился на финансовых должностях. В мае 1939 года был призван на службу в Рабоче-крестьянскую Красную Армию.
С сентября 1943 года — на фронтах Великой Отечественной войны, был помощником командира разведвзвода 106-й гвардейской отдельной разведроты 110-й гвардейской стрелковой дивизии 37-й армии Степного фронта. Отличился во время битвы за Днепр. В ночь с 28 на 29 сентября 1943 года разведгруппа во главе с Михаилом Панариным скрытно переправилась через Днепр в районе села Куцеволовка Онуфриевского района Кировоградской области Украинской ССР и провела разведку немецкой обороны и взяла «языка», после чего успешно вернулась к командованию. Во время боёв на плацдарме неоднократно проникал в тыл противника. При его участии был уничтожен вражеский склад боеприпасов, а затем проведён удар в тыл вражеским позициям на высоте 177,0, благодаря чему высота была взята. В том бою лично уничтожил 9 вражеских солдат и взял в плен пулемётный расчёт противника. В конце декабря 1943 года получил тяжёлое ранение, от которого скончался. Первоначально был похоронен на месте боёв, после войны перезахоронен на центральной площади города Знаменка Кировоградской области Украины.
Указом Президиума Верховного Совета СССР «О присвоении звания Героя Советского Союза генералам, офицерскому, сержантскому и рядовому составу Красной Армии» от 22 февраля 1944 года за «образцовое выполнение боевых заданий командования при форсировании реки Днепр, развитие боевых успехов на правом берегу реки и проявленные при этом отвагу и геройство» был удостоен посмертно высокого звания Героя Советского Союза. Также был награждён орденами Ленина и Красного Знамени, рядом медалей.
Память
В его честь названы улицы в Сарканде , Знаменке и посёлке Краснозёрский, установлен бюст в Бавлах.